# 補陀落渡海

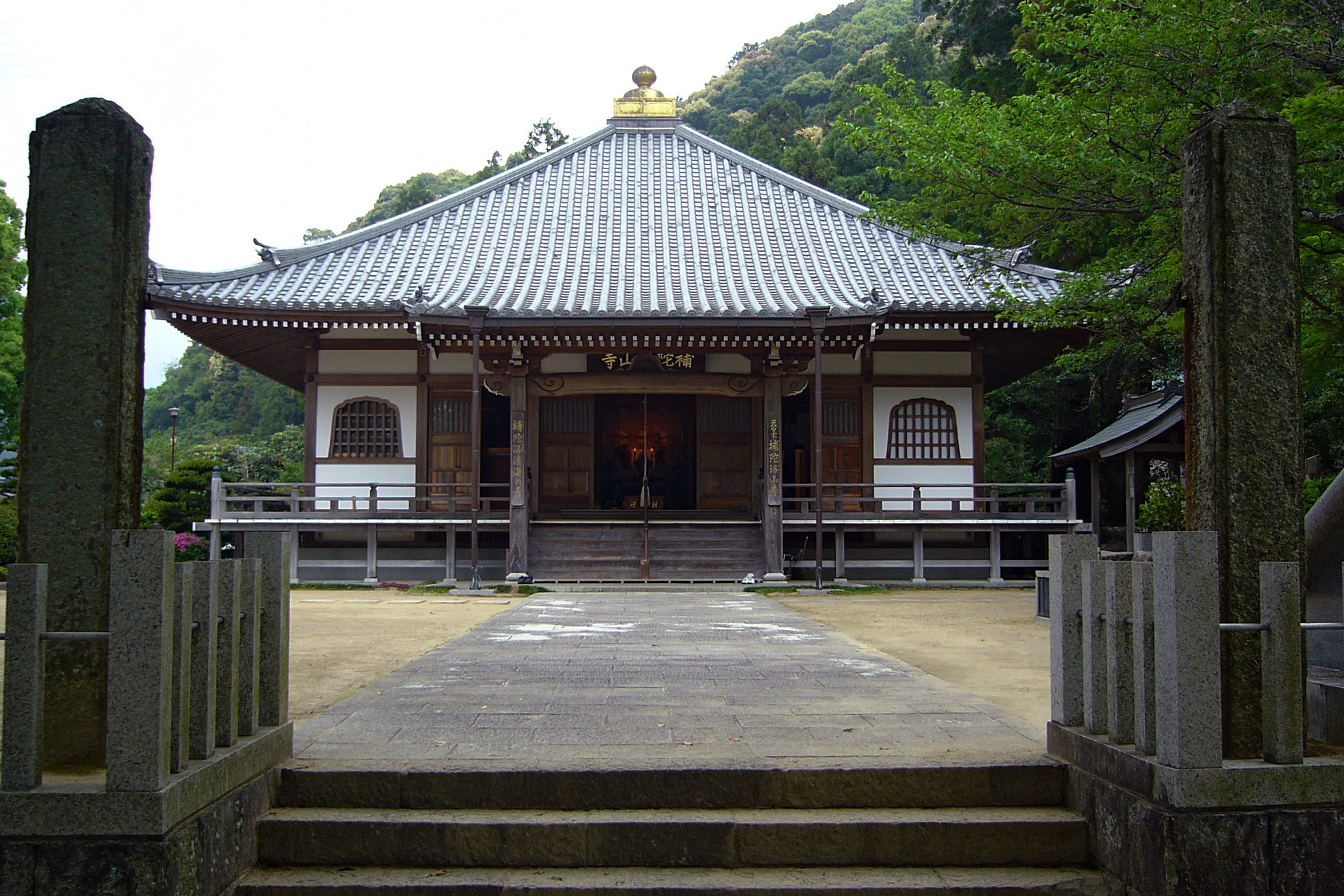
補陀洛山寺

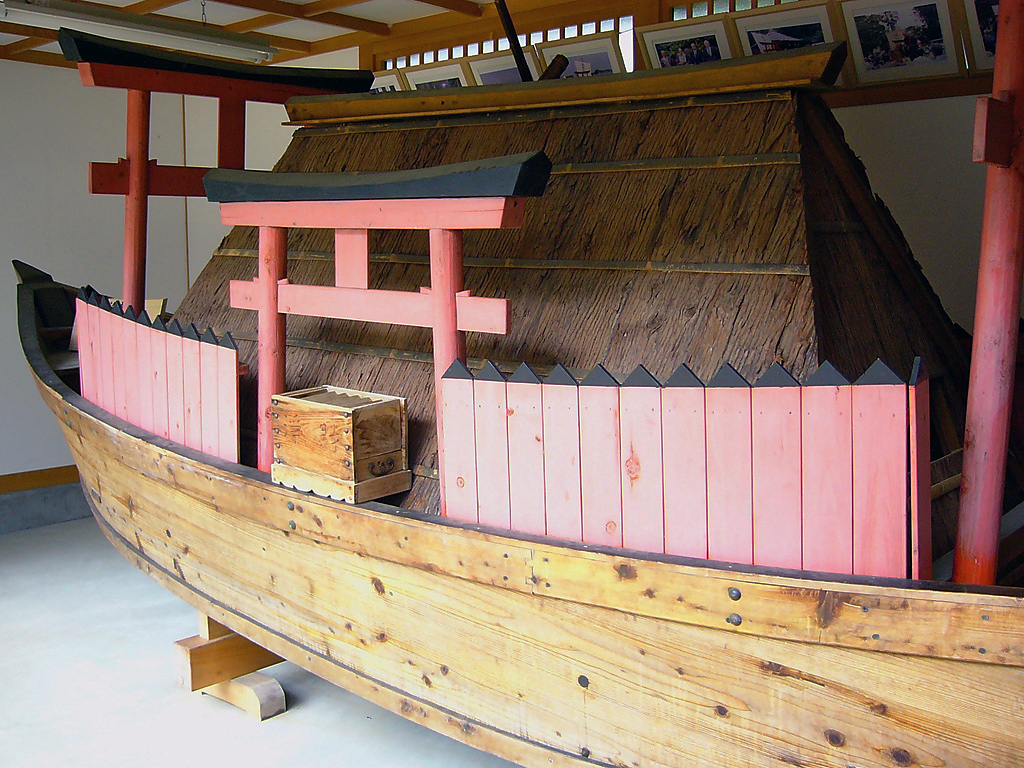
渡海船

補陀落渡海（ふだらくとかい）是日本中世的捨身行的形態之一。

## 概要
如同佛教的西方阿彌陀淨土，南方也有稱做補陀落（或作補陀洛、普陀落、普陀洛）的淨土。根據『華嚴經』，補陀落是觀自在菩薩（觀音菩薩）的淨土。行者以補陀落為目的地乘一種稱作渡海船的小舟渡海。最有名的是紀伊（和歌山縣）那智勝浦的補陀落渡海，根據『熊野年代記』，868年～1722年間共有20回渡海。其他，如足摺岬、室戶岬、那珂湊等地也有補陀落渡海的記錄。
在熊野那智的渡海原則上以補陀洛山寺住職的渡海為主體，但是，也有例外，『吾妻鏡』天福元年（1233年）五月二十七日條記載，原本是武士的下河邊六郎行秀在補陀洛山以「智定房」為號渡海。也有如同日秀上人，漂流到琉球後，在當地從事熊野信仰及真言宗布教活動的僧人。

## 渡海船
關於渡海船的史料稀少，但是，補陀洛山寺復元的渡海船是在和船之上設置入母屋造的箱子，作為船艙，四方付加四座鳥居的設計。也有以門取代鳥居者，稱做「發心門」「修行門」「菩提門」「涅槃門」。渡海船不搭載艪、槳、帆等動力裝置，出航後，基本上僅依靠海流漂流。

## 對琉球的影響
根據『琉球國由來記巻十』的「琉球國諸寺舊記序」，1265年～1274年，國籍不明的禪鑑禪師漂著小那覇港。僅知禪鑑是補陀落僧，但是，詳情不明。當時的英祖王重視禪鑑之德，在浦添城之西建立補陀落山極樂寺。「琉球國諸寺舊記序」記載此為琉球佛教之始。

## 脚注
1. ↑  『勝手に関西世界遺産』朝日新聞社2006年、p182-184
2. ↑   (PDF).   [2015-06-11]. （原始内容 (PDF)存档于2013-12-21）.

## 關連項目
- 補陀落
- 金武觀音寺
- 金武宮